# 你的眼眸命中我心頭
《你的眼眸命中我心頭》是戲畫在2017年1月27日發售的戀愛冒險類型成人遊戲。2018年2月22日由ENTERGRAM發售PlayStation Vita與PlayStation 4版本。2024年9月13日發售中文版。

## 遊戲運作
《你的眼眸命中我心頭》是成人戀愛冒險遊戲。玩家在玩《被妳的眼神所打動》的時候主要是觀看和聆聽故事情節的發展，不過在部分的預設段落中玩家須藉由點擊的方式選擇行為選項，而這些選擇將會影響之後的人物的行動或者是反應。遊戲藉由這些相互連接的劇情分歧點而組織成多條故事路線，而遊戲的選項便會影響玩家所挑選的故事劇情內容，包含玩家操控的角色和遊戲人物之間的色情場景，並且進入不同的結局。

## 故事簡介
文月章加入的文藝社由於社員不足正面臨廢社的危機。此時學生會長桐原步鳥幫章想了一個辦法，也就是把同樣面臨廢社危機的四位女學生集合到文藝社，並討論出社團運作的方向。章在百般思考下，決定成立讓每個社員都有機會進行社團活動的「分享社」。

## 登場角色
- 聲為PC版／PS4、PSV版

### 主要角色
文月章
作品男主角。菊原學園三年級生，文藝社成員。
日向瞳（聲：澤澤砂羽／種崎敦美）
菊原學園二年級女學生，搞笑社成員。有著冰山美人氣質，心情好時眼神會變得很可怕。雖然喜歡搞笑，但講出來的笑話並不有趣。
旗谷詩菜（聲：香山いちご／山口繪）
菊原學園二年級女學生，美好發現社成員。個性友善，對周邊的事情容易受感動。為了想把身邊的美好事物作成詩句而向章請教寫詩的方法。
黑瀨翼（聲：卯衣／大橋步夕）
菊原學園一年級女學生，世界征服社成員。自稱前世是魔王的中二病少女。
塚端美子（聲：柳ひとみ／戶田惠）
菊原學園三年級女學生，章的同班同學，青春社成員。因為想趁還是學生時感受青春的美好而創立青春社。
桐原步鳥（聲：上間江望／同左）
菊原學園三年級女學生，章的同班同學，學生會長。PS4、PSV版本中為可攻略角色。

### 其他角色
木梨明莉（聲：橘まお／中村麻未）
菊原學園二年級女學生，學生會公關與田徑社成員。非常仰慕步鳥。
月本栞（聲：叶みゆき／村田綾野）
翼的班導師，文藝社的顧問。

## 主題曲
片頭曲
作詞、主唱：上間江望，作曲、編曲：t.Seven
片尾曲
作詞、主唱：上間江望，作曲、編曲：t.Seven
PS4／PSV版片頭曲
作詞、主唱：上間江望，作曲：shuho，編曲：菊池博人

## 評價
《你的眼眸命中我心頭》在Getchu.com的2017年1月銷量榜上排名第6名、全年排名第43名。於「萌系遊戲大賞」2017年1月的月間賞獲得第6名。

## 外部連結
- PC版官網（页面存档备份，存于）（日語）
- PS4、PSV、NS版本官網（页面存档备份，存于）（日語）
- PC中文版官網 （页面存档备份，存于）（简体中文）
- 《你的眼眸命中我心頭》在視覺小說數據庫的頁面 （英文）